# Mike Phillips (ilustrator)
Mike Philips (ur. w Londynie) – brytyjski ilustrator. Zasłynął głównie jako twórca obrazów w serii Monstrrrualna erudycja (tomy z serii "Strrraszna geografia"). Jest także autorem ilustracji w niektórych tomach serii Strrraszna historia.